# جون بيكر (سياسي أمريكي)
جون بيكر (بالإنجليزية: John Baker) هو محامي وسياسي أمريكي، ولد في 1769 في مقاطعة فريدريك في الولايات المتحدة، وتوفي في 18 أغسطس 1823 في شبردزتاون في الولايات المتحدة. حزبياً، نشط في الحزب الفيدرالي الأمريكي. وقد انتخب عضو مجلس نواب الولايات المتحدة عن ولاية فرجينيا وانتخب عضو مجلس النواب الأمريكي.